# Jerzy Pieńkos
Jerzy Pieńkos (ur. 25 listopada 1932 w Warszawie, zm. 25 października 2003 tamże) – polski doktor habilitowany nauk filologicznych i prawnych, specjalista w zakresie językoznawstwa romańskiego i prawa międzynarodowego publicznego, profesor Uniwersytetu Warszawskiego. Z wykształcenia filolog klasyczny, filolog romański i prawnik, zajmował się teorią przekładu i leksykografią jako autor słowników francusko-polskich i polsko-francuskich, a ponadto łacińsko-polskich, polsko-niemieckich i polsko-angielskich. Praktykował jako radca prawny i adwokat. 

## Życiorys
Absolwent VI Liceum Ogólnokształcącego im. Tadeusza Reytana w Warszawie (1950) i Uniwersytetu Warszawskiego, gdzie w 1955 ukończył studia w zakresie filologii klasycznej, w 1959 filologii romańskiej, po czym w 1964 uzyskał tytuł zawodowy magistra prawa. W 1970 Wydział Prawa i Administracji Uniwersytetu im. Adama Mickiewicza w Poznaniu nadał mu stopień naukowy doktora, a w 1981 stopień doktora habilitowanego. 
W 1955 podjął pracę w Studium Języków Obcych UW, w którym w latach 1955–1962 wykładał grekę i łacinę, w latach 1963–1972 język francuski. W latach 1972–1976 pracował w Instytucie Lingwistyki Stosowanej UW. Od 1976 zatrudniony w Instytucie Romanistyki UW, gdzie w latach 1982–1984 pełnił funkcję wicedyrektora. Od 1980 praktykował jako radca prawny, a następnie adwokat specjalizujący się w prawie cywilnym.
W latach 1990–1995 kierownik Zakładu Leksykologii i Traduktologii Uniwersytetu im. Adama Mickiewicza w Poznaniu. W 1995, jako profesor Instytutu Romanistyki Wydziału Neofilologii UW, podjął pracę w Instytucie Prawa Międzynarodowego Wydziału Prawa i Administracji UW, gdzie objął stanowisko profesora nadzwyczajnego w Zakładzie Prawa Międzynarodowego Publicznego. Wraz z żoną Elżbietą Pieńkos współautor Wielkiego słownika polsko-francuskiego opublikowanego przez Wydawnictwo „Wiedza Powszechna” (tom I (A–K), 1995, ISBN 83-214-0999-7; tom II (L–Ó), 1996, ISBN 83-214-1095-2; tom III (P–R), 2003, ISBN 83-214-1283-1).
Członek Stowarzyszenia Tłumaczy Polskich (w latach 1985–1989 jego prezes), Międzynarodowej Federacji Tłumaczy (w latach 1987–1989 przewodniczący Komisji Prawnej) i Stowarzyszenia Prawa Międzynarodowego.

## Publikacje książkowe

### Słowniki i prace językoznawcze
- Dictionnaire juridique et économique français-polonais. A-J, Warszawa 1970, OCLC 839122032 (wraz z Elżbietą Pieńkos)
- Dictionnaire juridique et économique français-polonais. K-Z, Warszawa 1971, OCLC 839051555 (wraz z Elżbietą Pieńkos)
- Słownik terminologii prawniczej i ekonomicznej francusko-polski, Warszawa 1981, ISBN 83-214-0204-6 (wraz z Elżbietą Pieńkos)
- Słownik łacińsko-polski: prawo rzymskie i kanoniczne, teologiczne słownictwo kościelne, nauki humanistyczne i społeczne, zwroty i wyrażenia używane w nauce i kulturze, sentencje, maksymy, aforyzmy, paremie, Warszawa 1993, ISBN 83-219-0613-3
- Francusko-polski leksykon: prawo, ekonomia, handel, Warszawa 1995, ISBN 83-01-11471-1
- Praecepta iuris. Łacina dla prawników: terminy, paremie, wyrażenia w porządku systematycznym, Warszawa 1999, ISBN 83-7200-504-4
- Polsko-niemiecki słownik prawniczy, Kraków 2002, ISBN 83-7333-053-4
- Polsko-angielski słownik prawniczy, Krakow 2002, ISBN 83-7333-052-6
- Euroleksykon terminologiczny międzynarodowych stosunków gospodarczych, prawnych i politycznych polsko-angielsko-francusko-niemiecki, Poznań 2002, ISBN 83-915425-3-X
- Francusko-polski słownik terminologiczny: prawo, ekonomia, handel, stosunki międzynarodowe, Kraków 2002, ISBN 83-88551-48-5
- Francusko-polski słownik terminologii politycznej i społecznej, Kraków 2003, ISBN 83-88551-57-4
- Polsko-francuski słownik prawniczy, Kraków 2003, ISBN 83-7333-063-1
- Polsko-angielsko-francusko-niemiecki glosariusz terminologii stosunków międzynarodowych i prawa międzynarodowego, Kraków 2004, ISBN 978-83-7333-356-7

### Prace o prawie międzynarodowym
- Organisations internationales: institutions, terminologie, Warszawa 1967, OCLC 750904180
- Précis de droit international public: institutions, terminologie, Warszawa 1970, OCLC 839103066
- Wpływ wojny na obowiązywanie umów międzynarodowych ze szczególnym uwzględnieniem traktatów pokoju po II wojnie światowej, Warszawa 1973 OCLC 839019227
- Teoria i kodyfikacja sukcesji państw w odniesieniu do traktatów, Warszawa 1979[1]
- Pojęcie i typy sukcesji państw w odniesieniu do umów międzynarodowych w świetle prac kodyfikacyjnych Komisji Praw Międzynarodowych Organizacji Narodów Zjednoczonych, Warszawa 1979, OCLC 830203262
- Prawo międzynarodowe publiczne, Kraków 2004, ISBN 83-7333-357-6

### Prace o teorii przekładu
- Cours de traduction de la litterature politique, sociale et des relations internationales, Warszawa 1978, OCLC 830320881
- Przekład i tłumacz we współczesnym świecie: aspekty lingwistyczne i pozalingwistyczne, Warszawa 1993, ISBN 83-01-10998-X
- Podstawy przekładoznawstwa. Od teorii do praktyki, Kraków 2003, ISBN 978-83-7333-170-9

### Tłumaczenia
- Jacques Mercier(inne języki), Dwadzieścia wieków historii Watykanu. Od św. Piotra do Jana Pawła II, Warszawa 1986, ISBN 83-211-0716-8

## Odznaczenia i wyróżnienia
- Złoty Krzyż Zasługi (1976)[1]
- Krzyż Kawalerski Orderu Odrodzenia Polski (1984)[1]
- Nagroda Polskiej Akademii Nauk (1988)[1]
- Człowiek Roku International Biographical Centre(inne języki) (1992)[1]